# Pico El Rosal
Pico El Rosal (8°00′37″N 71°58′54″O / 8.0102, -71.9816) es el nombre que recibe una formación de montaña en el estado Táchira, al occidente de Venezuela. Constituye uno de los puntos más elevados de Táchira, con una altitud promedio de 3844 metros sobre el nivel del mar, ubicado en el Páramo El Rosal en el municipio Francisco de Miranda (Táchira). Su superficie hace parte del extremo norte del parque nacional General Juan Pablo Peñaloza.

## El Rosal
Sobre las faldas de la montaña se asienta la aldea de "El Rosal". El nombre también se usa para el páramo andino de la región norte del parque nacional. Los valles del páramo y su aldea suelen ser moderadamente empinadas por lo que los aldeanos siguen caminos ya establecidos alrededor del páramo. Hasta la cumbre la vegetación cambia de pequeñas gramíneas hasta árboles de mayor altura y ecotono tupido.